# Osiedle Centrum B
Osiedle Centrum B (do roku 1958 osiedle B-31) – osiedle w Krakowie, w starszej części Nowej Huty, w dzielnicy XVIII Nowa Huta, niestanowiące jednostki pomocniczej niższego rzędu w ramach dzielnicy. 
Osiedle powstało w latach 1950–1953. Znajduje się na północny wschód od Placu Centralnego, we wschodniej części Alei Róż. Od północy i wschodu osiedle ograniczone jest Aleją Przyjaźni, a od południa Aleją Solidarności.
W skład osiedla wchodzi 11 bloków mieszkalnych, z czego 9 ściśle stykając się ze sobą stanowi zwarty pierścień. Podobnie zbudowane jest sąsiednie osiedle Centrum C. Obecnie do wnętrza osiedla dostać się można przez trzy bramy wjazdowe przeznaczone dla ruchu kołowego i przez cztery przełączki dla ruchu pieszego.
Na osiedlu znajduje się budynek Rady Dzielnicy w bloku nr 6, w którym znajduje się też wypożyczalnia sprzętu medycznego. W bloku 3 na parterze, za czasów komunistycznych, znajdował się sklep ze sprzętem i akcesoriami fotograficznymi a obok galeria sztuki: malarstwa i rzeźby gdzie można było zakupić wystawiane eksponaty. W budynku 4 znajdował się sklep z płytami i instrumentami muzycznymi.
W budynku 8 miały siedzibę: PBP „Orbis” oraz oddział PTTK, dlatego blok ten nazywano „orbisem”, nazywany był także „francuskim”.

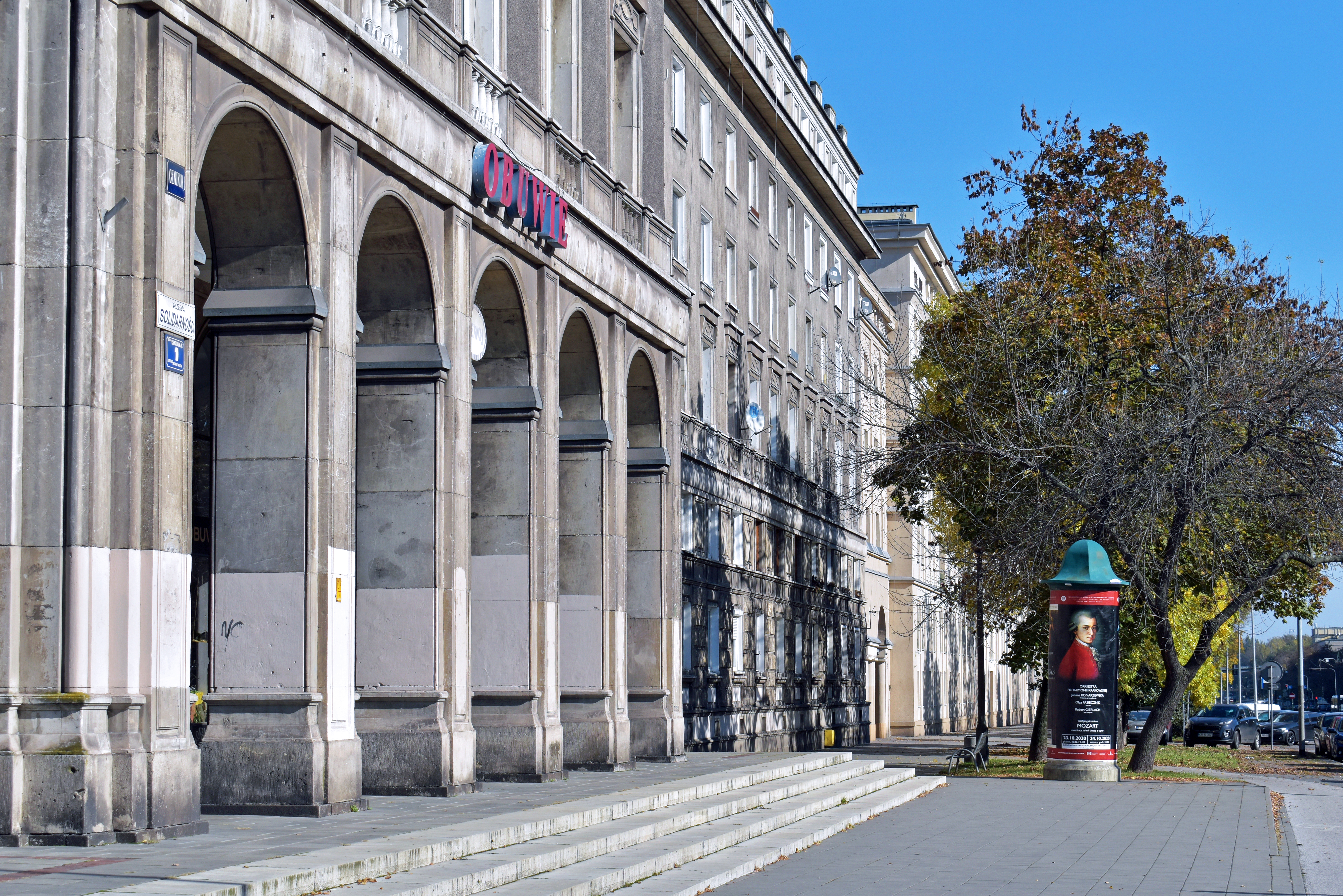
Arkady, os. Centrum B 1
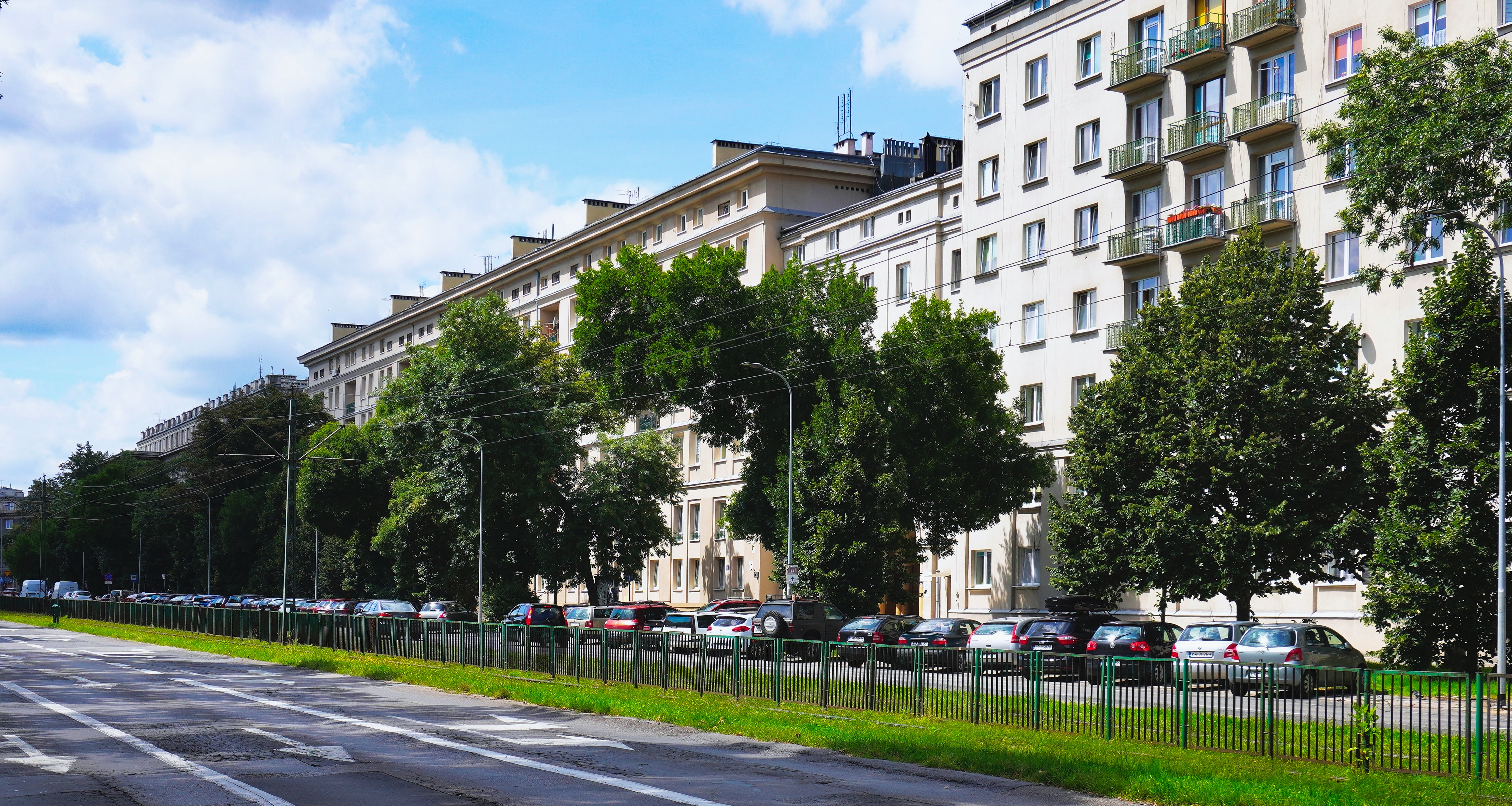
Widok osiedla od strony alei Solidarności
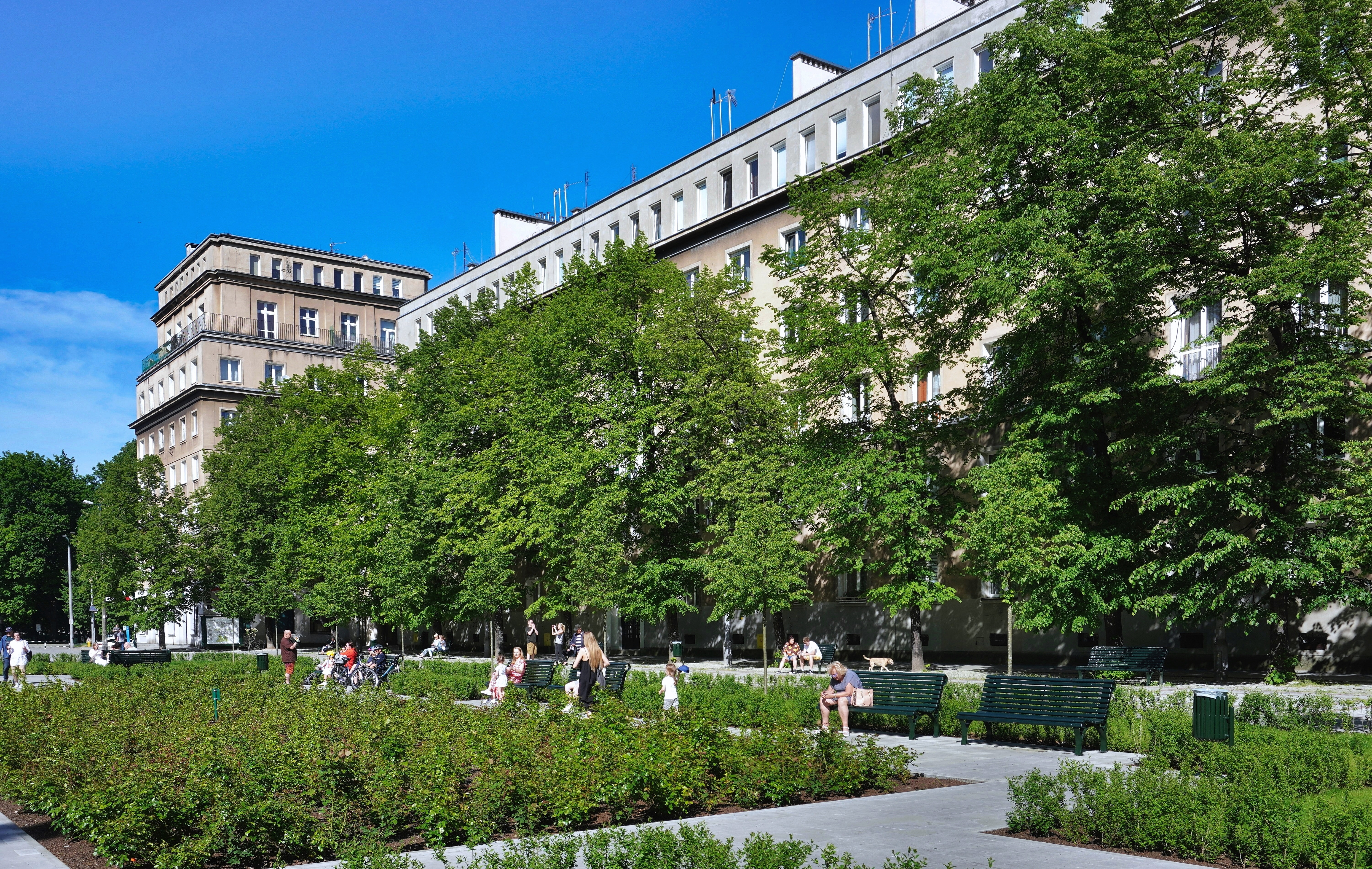
Widok od Alei Róż, os. Centrum B 2 i 3
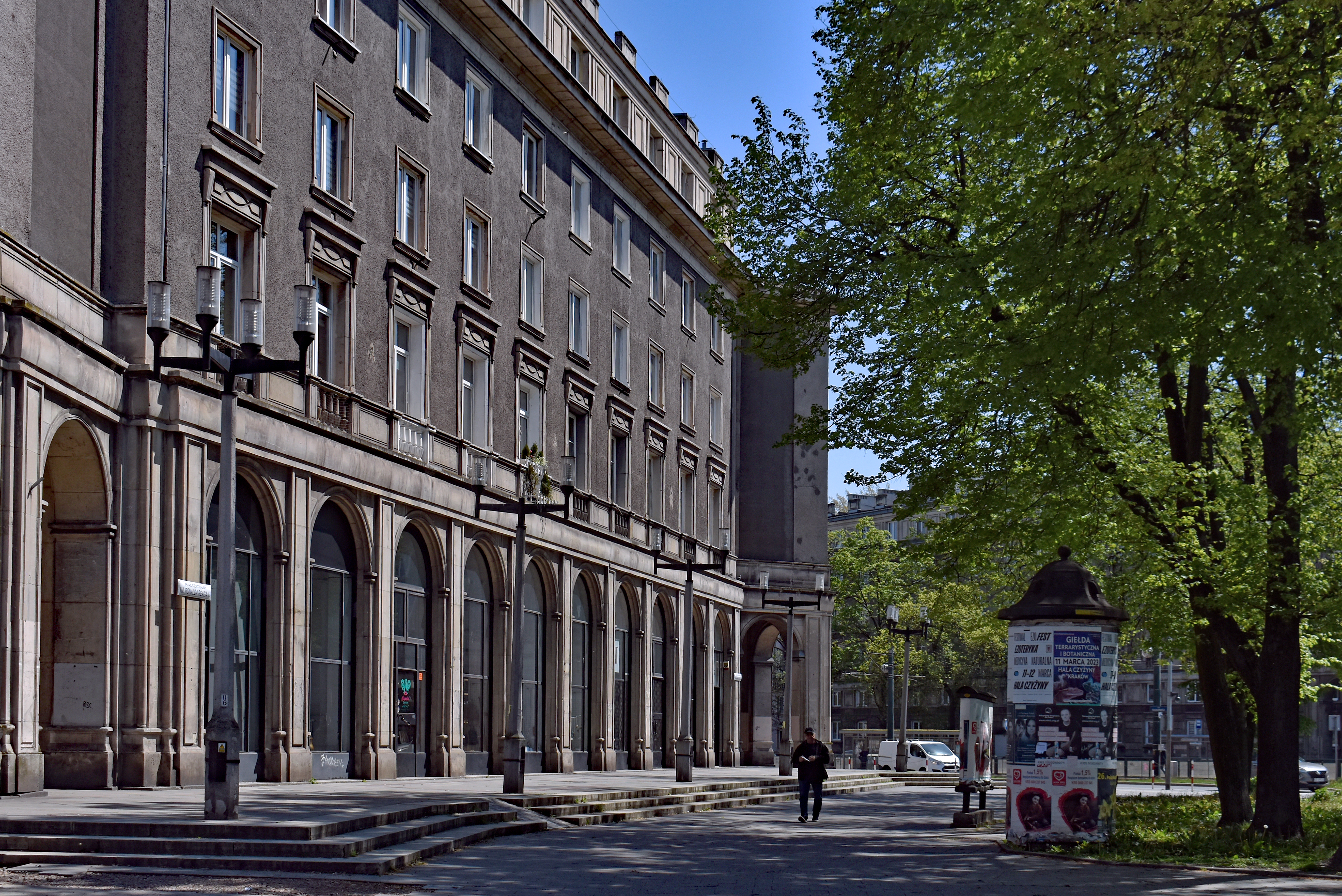
Centrum B 1 Sklepy: dawnej Cepelii i jubiler
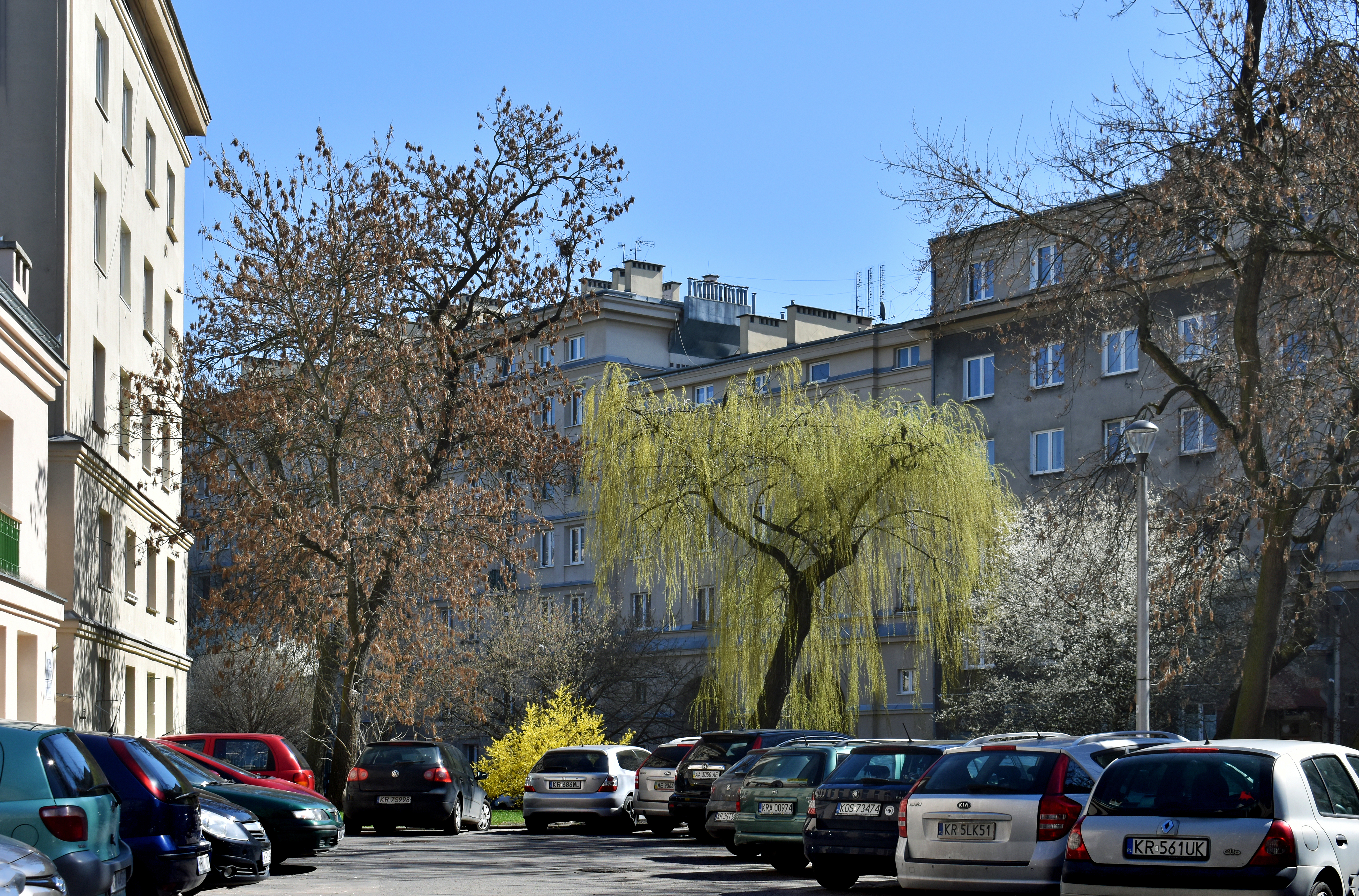
Wnętrze osiedla, Centrum B 1 i 10
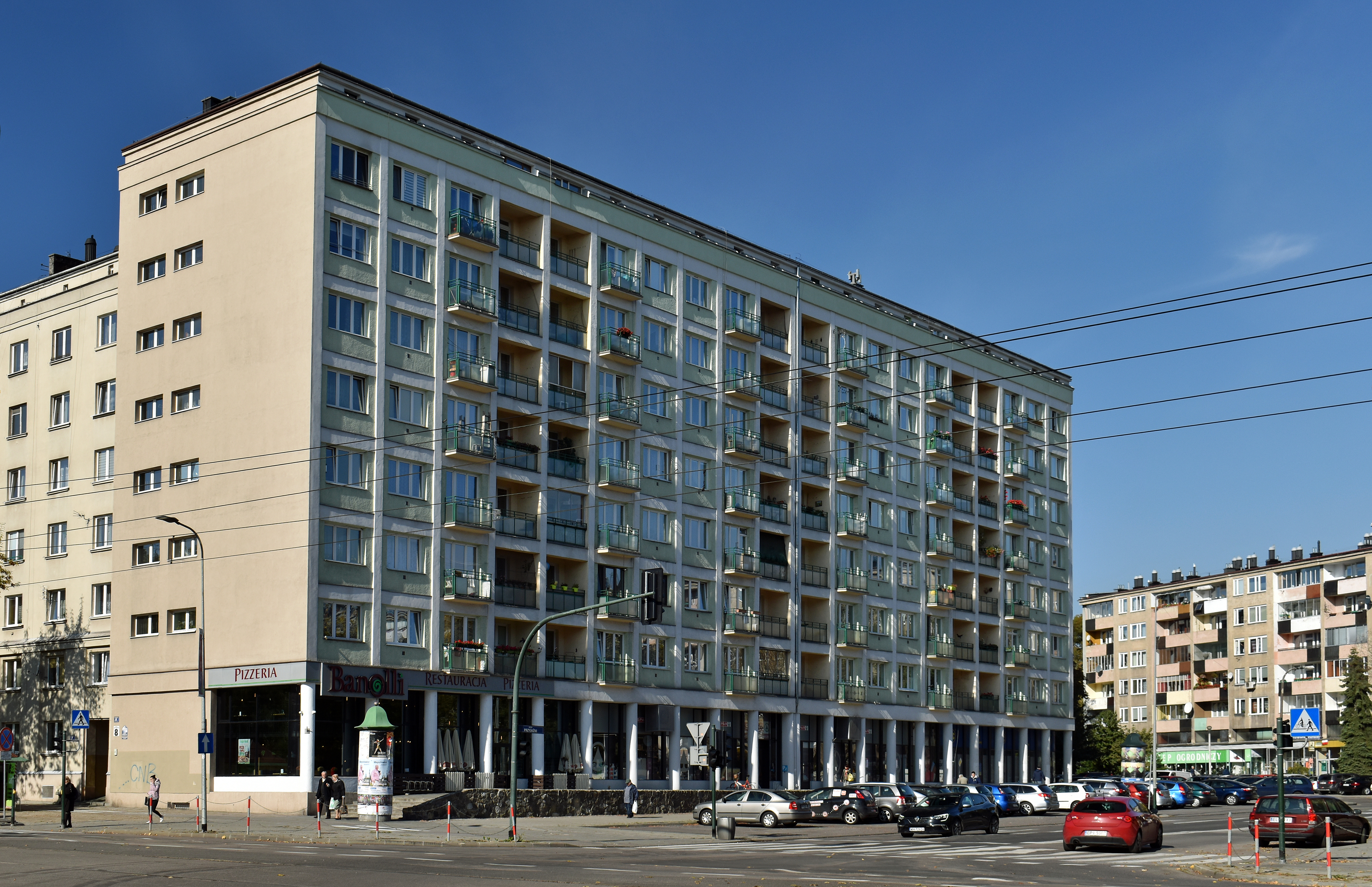
os. Centrum B 8
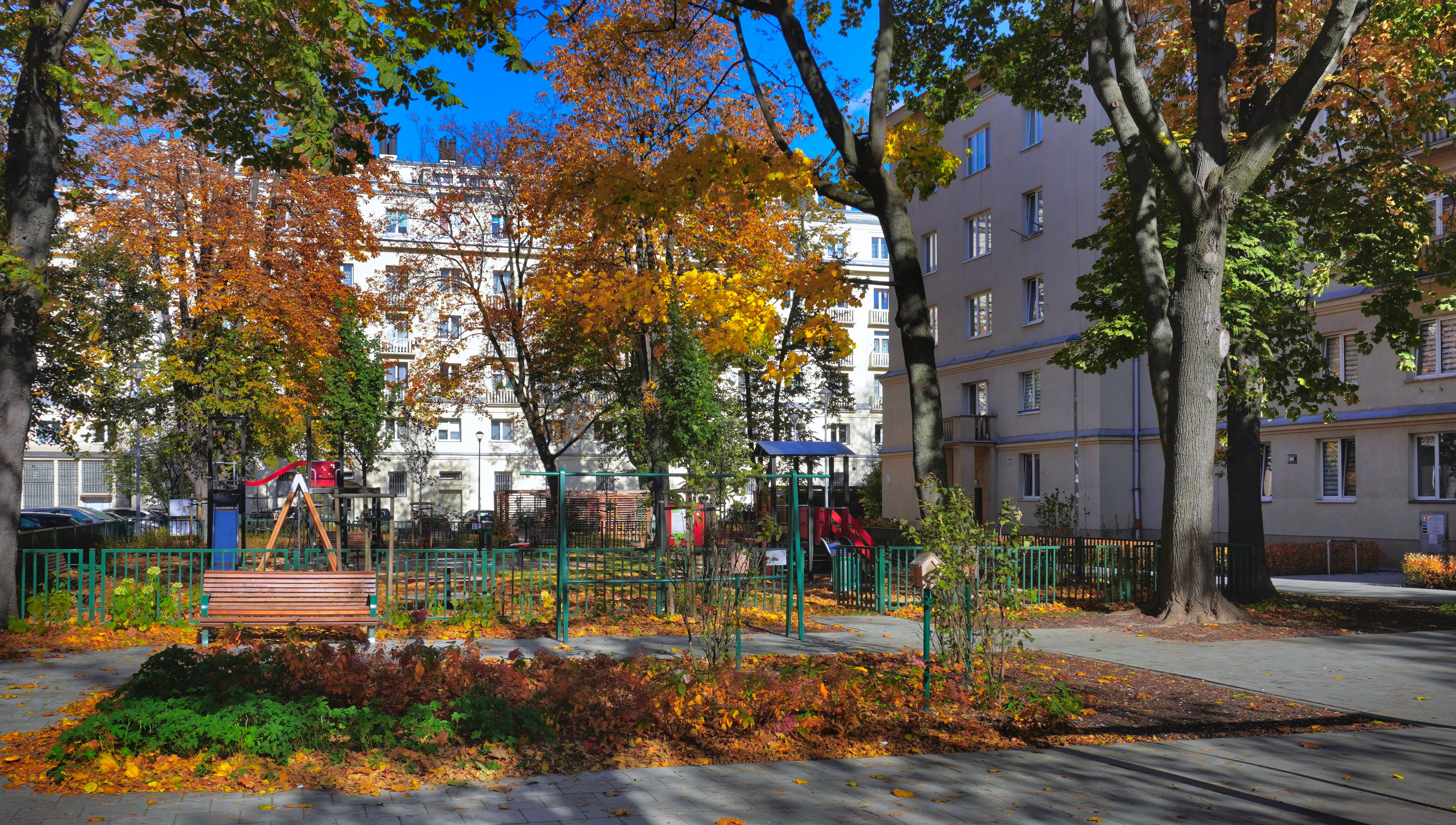
Wnętrze osiedla, plac zabaw, os. Centrum B 4 i 11
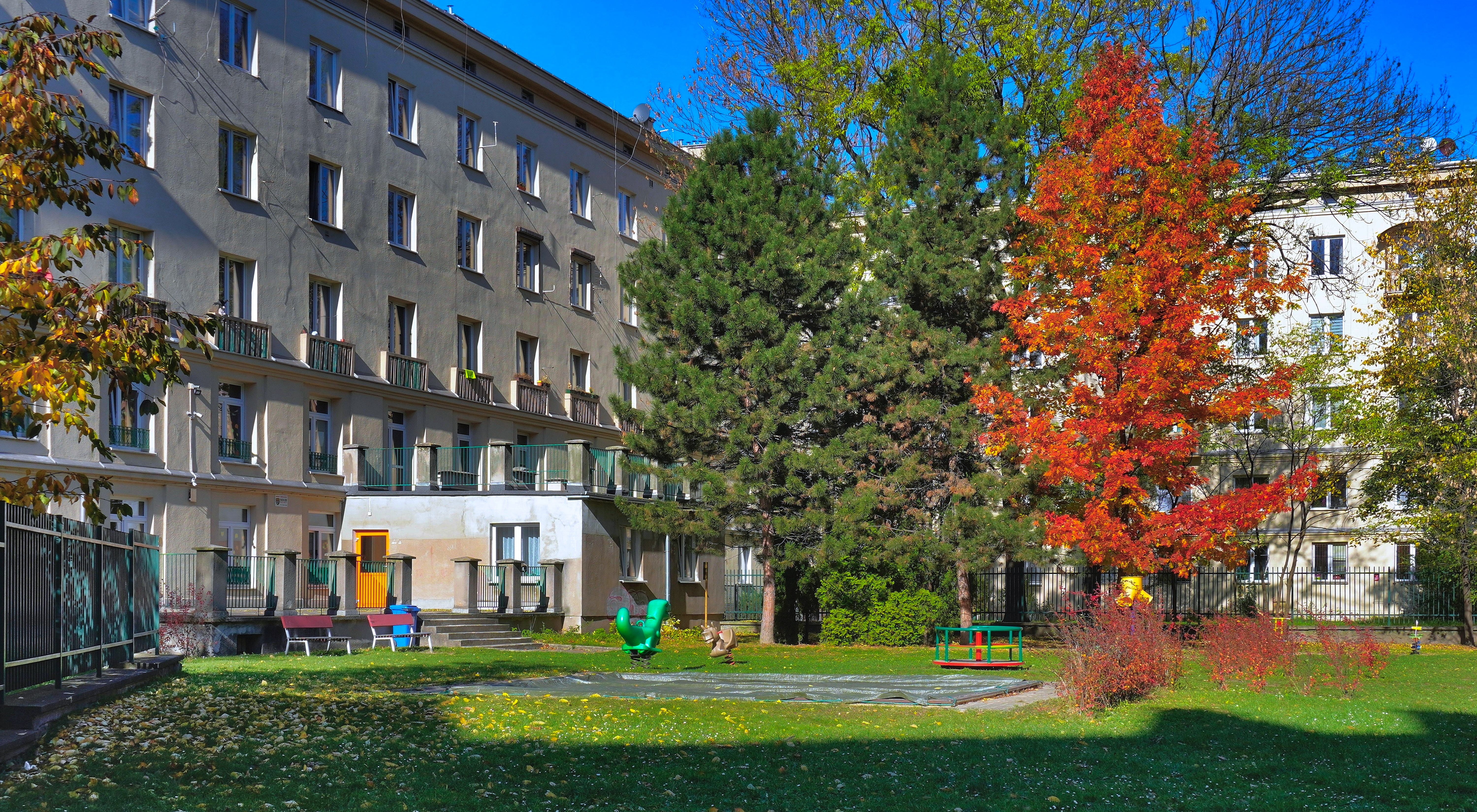
Wnętrze osiedla, os. Centrum B 11

## Źródła
- Ryszard Dzieszyński, Jan L. Franczyk Encyklopedia Nowej Huty, Wydawnictwo Towarzystwa Słowaków w Polsce 2006, ISBN 83-74-90060-1